# Gott liebt seine Kinder

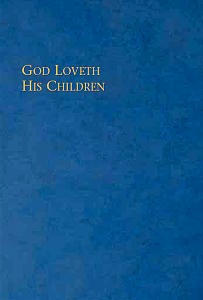
Titelbild der englischsprachigen Broschüre.

Gott liebt seine Kinder ist eine Broschüre der Kirche Jesu Christi der Heiligen der Letzten Tage, die für Mitglieder mit homosexuellen Neigungen produziert wurde. Sie wurde im April 2007 in Auftrag gegeben und im Juli 2007 durch Briefe an Bischöfe und Pfahlpräsidenten veröffentlicht. Sie ist in 27 Sprachen verfügbar. Die Broschüre ist eine offizielle Stellungnahme der Kirche und folgte auf ein nicht-offizielles Interview des Apostels Dallin H. Oaks und der Generalautorität Lance B. Wickman. Die Broschüre ist keine neue Offenbarung oder Veränderung der Lehre der Kirche, sondern eine Weiterführung des Weges, der von der Kirche beschritten wurde. Jedoch sind die Chancen gering, dass die Kirchenführer die Sanktionen gegen homosexuelle Beziehungen fallen lassen.

## Lehre
Die Broschüre hat ihren Namen von einem Gespräch, das der Prophet Nephi des Buches Mormon mit dem Heiligen Geist führt. In diesem Gespräch fragt der Heilige Geist den Propheten Nephi, ob er die Liebe Gottes versteht. Nephi antwortet: „Ich weiß, dass er seine Kinder liebt; aber die Bedeutung von allem weiß ich nicht.“ Die Broschüre zieht daraus den Schluss, dass Menschen mit homosexuellen Neigungen wissen sollten, sie würden genauso von Gott geliebt wie der Prophet Nephi. Jedoch gebe es für einige Fragen zum Thema Homosexualität erst eine „zukünftige Antwort“.:1
Die Broschüre stellt fest, dass es Homosexualität gebe und dass diese keine Sünde sei. Trotzdem wird erklärt, dass jede sexuelle Beziehung außerhalb einer heterosexuellen Ehe sündig sei. Des Weiteren wird Homosexualität als „unmoralisch“ charakterisiert.:5 In der Broschüre wird die Wichtigkeit einer heterosexuellen Ehe betont und erklärt, dass homosexuelle Neigungen für manche Mitglieder eine Herausforderung seien.:4 Außerdem wird erklärt, dass die Mitglieder im nächsten Leben eine „perfekte“ Orientierung haben und „eine Familie bestehend aus Ehemann, Ehefrau und Kindern“ haben würden.:4
Die Broschüre gibt keinen Grund für Homosexualität an. Sie warnt davor, sich selbst oder seine Eltern oder frühes Experimentieren für Homosexualität verantwortlich zu machen. Sie lehnt Pornografie, Beziehungen mit Abhängigkeit, Obsession mit homosexuellen Gedanken und Gefühlen, das zur Schau Stellen von homosexuellen Tendenzen und Freundschaften mit offen homosexuell lebenden Menschen ab. Stattdessen rät sie Mitgliedern mit homosexuellen Neigungen, sich an die Kirchenführer oder andere Mitglieder zu wenden, um Hilfe zu bekommen, sich selbst zu beherrschen, ihr Leben mit Gutheit zu füllen, sich geistig weiterzuentwickeln und „vorwärts zu gehen wie alle Kirchenmitglieder“.:12 Sie betont, dass die homosexuellen Mormonen in ihrem Leben vorwärts kommen, indem sie sich am Evangelium orientieren und dadurch das ewige Leben bekommen werden.:13
Die Broschüre verkündet aber, dass niemand ausgeschlossen sei von der Liebe Gottes.:13 Sie zitiert Gordon B. Hinckley: „Unser Mitgefühl gilt den Menschen, die mit der Anziehungskraft des gleichen Geschlechts zu kämpfen haben. Wir beten für sie zum Herrn, wir empfinden mit ihnen, wir betrachten sie als unsere Brüder und Schwestern.“ Dass die Mitglieder der Kirche im Umgang mit Homosexualität und Homosexuellen nicht immer Liebe gezeigt haben, wird in der Broschüre auch zugegeben.:9

## Verbreitung
Die Broschüre ist von der HLT-Kirche kostenlos erhältlich und auch auf der Website der Kirche verfügbar.